# José Cristiano de Freitas Henriques Júnior
José Cristiano de Freitas Henriques Júnior (Santa Cruz das Flores, Portugal, 1832 — Assunção, Paraguai, 1902) foi um fotógrafo da segunda metade do século XIX.

## Biografia

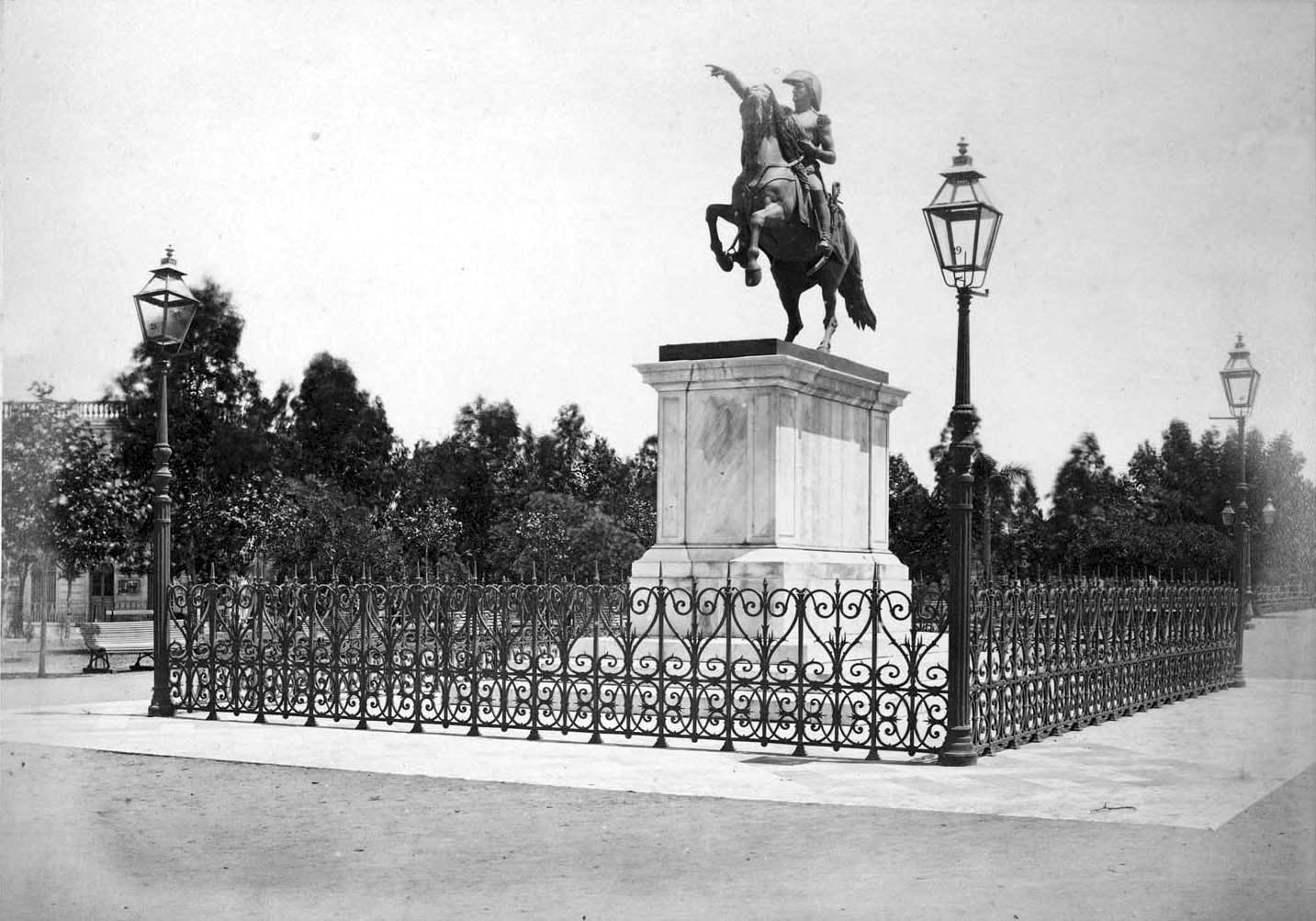
estátua do General San Martín (1876).

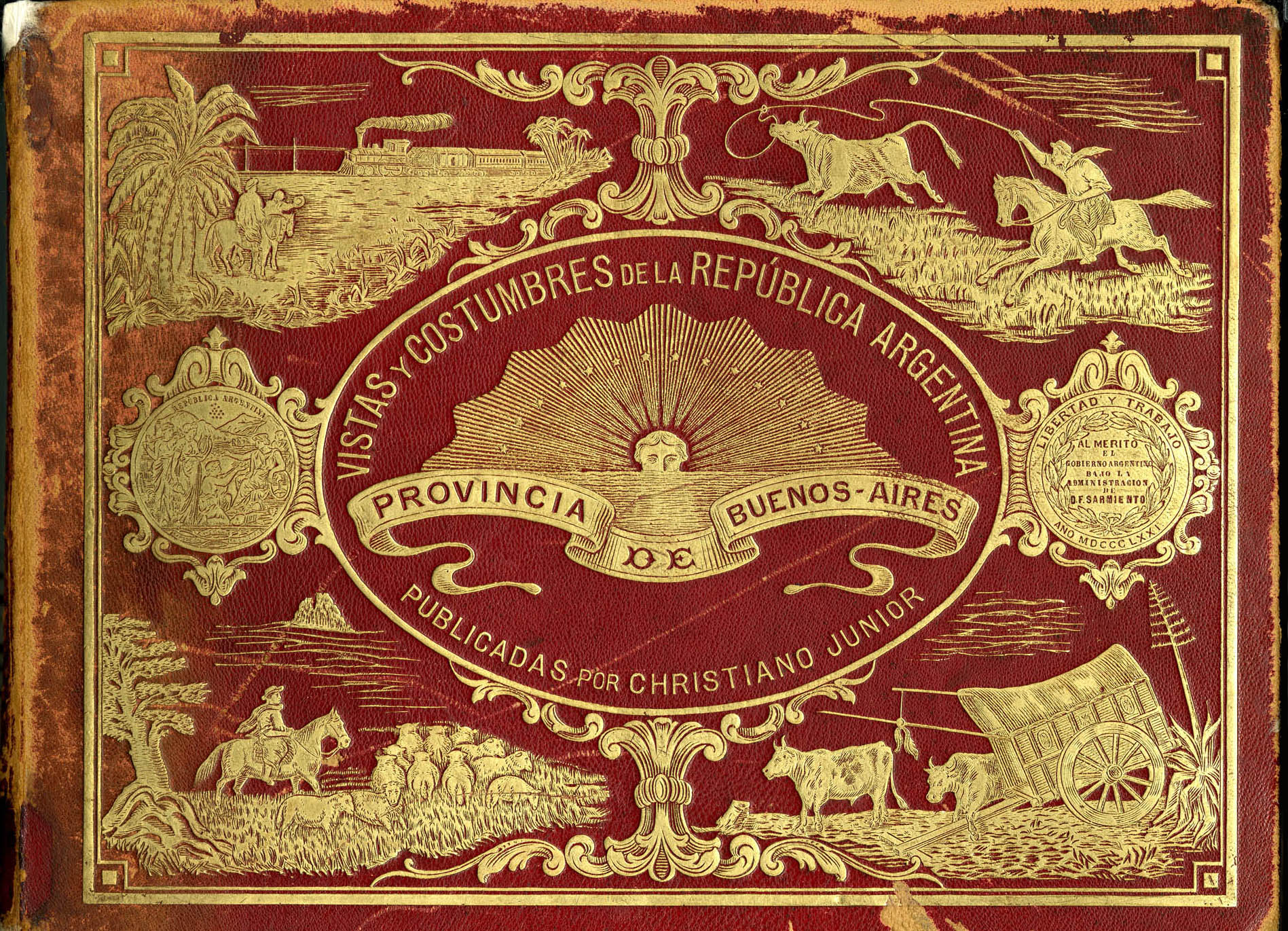
Vistas y Costumbres de la República Argentina (1876).

Cristiano Júnior, nome pelo qual ficou conhecido, nasceu em Santa Cruz das Flores em 21 de Julho de 1832, filho de José Cristiano de Freitas Henriques e de Ana Henriqueta Henriques. Em 1862 já estava no Brasil exercendo a profissão de fotógrafo em Maceió, Alagoas. Logo a seguir transferiu-se para a capital do Império e assim que chegou ao Rio de Janeiro fez uma série de anúncios propondo-se "a tirar retratos por qualquer sistema fotográfico onde for chamado, seja qual for a distância". Neste primeiro momento ainda não se encontrava estabelecido e solicitava aos eventuais fregueses que o chamassem "por escrito no hotel Brisson, Rua da Ajuda 57B". Além  de retratos o anunciante aceitava pedidos de encomenda e "quadros e cestas de flores e frutas de cera".
No ano de 1864 associou-se a Fernando Antônio de Miranda (Cristiano Jr. & Miranda ou Cristiano Jr. & Fernando); a sociedade, que recebeu o nome de Photographia do Commercio, parece ter acabado no fim do mesmo ano.
No princípio de 1865 Cristiano Jr. anunciava-se só e informava a clientela de sua transferência para a Rua da Quitanda, 45. Posteriormente Cristiano Jr. associou-se a Bernardo José Pacheco, com quem manteve o negócio até 1875.
Apesar de manter o estúdio do Rio de Janeiro, Cristiano Júnior, desde o ano de 1867, buscava expandir as suas atividades na Argentina. Em 1871 recebeu a medalha de ouro na Primeira Exposição Nacional daquele país com a série de fotos Vistas y costumbres de la Republica Argentina. Em 1876 alcançou novamente o grande prêmio na segunda exposição anual da Sociedade Científica Argentina com uma coleção de Retratos y vistas de costumbres y paysages. Apesar desse sucesso, faleceu pobre e quase cego, em Assunção, no Paraguai, onde passou seus últimos anos.